# دئولوس
دئولوس (به فرانسوی: Déols) یک کمون در فرانسه است که در اندر واقع شده‌است. دئولوس ۳۱٫۷۴ کیلومتر مربع مساحت و ۷٬۸۸۹ نفر جمعیت دارد و ۱۵۰ متر بالاتر از سطح دریا واقع شده‌است.